# Ugo Casiraghi
Ugo Casiraghi (Milano, 25 febbraio 1921 – Gorizia, 7 gennaio 2006) è stato un critico cinematografico e storico del cinema italiano.

## Biografia
Ugo Casiraghi nasce da modesta famiglia, in una portineria dove vive tutta la sua giovinezza, ma riesce a studiare Lettere all'Università degli Studi di Milano. Appassionato di cinema, nel 1940 inizia l'attività giornalistica sul Popolo di Lombardia (in seguito Il Fascio), alternando i propri articoli a quelli di Glauco Viazzi. L'attività e gli studi si interrompono con lo scoppio della guerra, anche se in questo periodo collabora al numero dedicato al cinema dalla rivista Pattuglia,  un foglio dei GUF di Forlì. Chiamato alle armi è inviato sul fronte albanese.  Fatto prigioniero dai militari tedeschi dopo l'8 settembre del 1943, è internato in Austria dove lavora presso una fattoria fino alla fine del conflitto. Anche in questo periodo riesce fortunosamente a occuparsi di studi di cinema e in particolare del regista francese Julien Duvivier. Liberato, rientra in patria a piedi e, dopo Bolzano, su una bicicletta rubata.  In sua assenza Glauco Viazzi ha curato la pubblicazione di suoi scritti in un libro, Umanità di Stroheim ed altri saggi. Gli scritti erano già apparsi sulle riviste Cinema (v.s.) e Bianco e nero. Nel 1945 Casiraghi dirige la collana “Documenti” per la Editrice Poligono. Nel 1946 si laurea.
Iscritto al Partito comunista italiano, comincia a lavorare per l'edizione milanese de l'Unità, nel 1947, in qualità di critico cinematografico. In quello stesso anno avvia la propria collaborazione alla nuova serie della rivista Cinema diretta da Adriano Baracco (redattore capo Guido Aristarco), partecipa all'attività organizzativa dei primi Circoli del cinema ( o Cine Club, a seconda delle singole denominazioni) e alla fondazione della Federazione italiana dei circoli del cinema.  Sarà più tardi anche segretario del Cine Club Popolare Milanese. Nel 1953 partecipa al Convegno nazionale sul neorealismo che si svolge in un clima politico teso, determinato dall'arresto di Guido Aristarco e Renzo Renzi per la pubblicazione sulla rivista Cinema Nuovo del soggetto cinematografico "L'armata s'agapò"

Nel 1977 lascia la rubrica cinematografica de l'Unità dove, tra l'altro, ha introdotto una novità, la segnalazione del valore di un film attraverso una piccola icona, quella della luna, che con le sue diverse fasi indica le qualità del lavoro preso in esame. 
Negli anni successivi si dedica soprattutto a studi storici e saggistici sul cinema. Trasferitosi a Gorizia, tra il 1979 e il 1999 pubblica i suoi scritti prevalentemente su una rivista di Rijeka (Fiume) Panorama, rivista croata in lingua italiana, o in libri e opuscoli. Muore il 7 gennaio del 2006 ed è sepolto a Gradisca d'Isonzo.
Ugo Casiraghi ha ottenuto nel 1977 il premio giornalistico milanese “Premiolino”,  per le sue corrispondenze dal Festival di Cannes. Il volume "Vivement Truffaut !" pubblicato postumo a cura di L. Pellizzari ha vinto il premio "Limina MYmovies 2012" per il miglior libro sul cinema. La sua biblioteca personale, di oltre 4.000 volumi di cinema e 100.000 fotografie di film, attori, registi, set è stata donata dai familiari alla Biblioteca statale Isontina di Gorizia ed è stata consegnata in comodato d'uso alla Mediateca di Gorizia, oggi a lui intitolata.

## Opere
- Umanità di Stroheim ed altri saggi, Milano, Poligono Società Editrice, pp. 137, 1947-1967.
- Cinema Cecoslovacco ieri e oggi, Quaderni della FICC, Roma, Edizioni dell'Ateneo, pp. 56, 1960.
- Il cinema cinese questo sconosciuto, Torino, Centrofilm, 1962.[5]
- Il cinema cecoslovacco: cinematografia minore?, Monza, Cinestudio, pp. 36,1962.
- Il diabolico Buñuel, Filmquaderno del Circolo del Cinema di Imola, Imola, Cooperativa tipografica P. Galeati, pp. 32, 1966.
- Cinema cubano, Roma, FICC, pp. 69. 1967
- Il giovane cinema ungherese, Mostra Internazionale Cinema Libero di Porretta Terme, Bologna, Delaiti editore, pp. 58,1969.
- Infanzia nel cinema: bambini e ragazzi sugli schermi del mondo da Lumière a Ferreri, Catalogo della mostra fotografica curata con Davide Turconi, Ferrara, pp. 68,1980.
- Olimpia, Olimpia, scritto con Claudio Bertieri per la "Rassegna di Palermo International Sportfilmfestival, Palermo, 1987.
- Filmario dello sport,quattro volumi, scritto con Claudio Bertieri per la "Rassegna di Palermo International Sportfilmfestival", Edizioni Memoria e Progetto, Palermo, pp. 1032, 1988-1991
- Il vero incanto. in "Fellini: le parole di un sognatore da Oscar", di Matilde Passa (a cura), Roma, Editrice L'Unità, pp. 156, 1993, ISBN 88-7742-385-4 .
- Il cinema in edicola - Un anno di film con l'Unità,  Roma, l'Unità iniziative editoriali, pp. 206, 1995.
- Il cinema in edicola - Un anno di film con l'Unità, Roma, l'Unità iniziative editoriali, pp. 223, 1996.
- Cent'anni di cinema maledetto. Sperduti nel buio, foto di Luciana Mulas, con note sulla censura cinematografica, Milano, Silvana Ed., 2000. ISBN 88-8215-253-7.

### Pubblicazioni postume
- Alfabetiere del cinema, L.Pellizzari (a cura), Alessandria, Ed. Falsopiano, pp. 319, 2006, ISBN 978-88-8978-214-9.
- Naziskino, ebrei e altri erranti, L. Pellizzari (a cura), Torino, Lindau, 2010, ISBN 978-88-7180-873-4.
- Vivement Truffaut! Cinema, libri, donne, amici, bambini , L. Pellizzari (a cura), W.Veltroni (premessa), Torino, Lindau, 2011, ISBN 978-88-7180-931-1.
- Storie dell'altro cinema,L.Pellizzari (a cura) e G.P.Brunetta (prefazione), Torino, Lindau, 2012, ISBN 978-88-6708-002-1.
- Ugo Casiraghi e Glauco Viazzi, Il cervello di Carné. Letterario 1941-1943, a cura di Simone Dotto e Andrea Mariani, La Nave di Teseo, Milano, 2021.